# Cédric Grand
Cédric Grand (Ginebra, 14 de enero de 1976) es un deportista suizo que compitió en bobsleigh en las modalidades doble y cuádruple. 
Participó en cuatro Juegos Olímpicos de Invierno, obteniendo una medalla de bronce en Turín 2006, en la prueba cuádruple (junto con Martin Annen, Thomas Lamparter y Beat Hefti), el cuarto lugar en Nagano 1998 (doble), el cuarto en Salt Lake City 2002 (doble) y el cuarto en Vancouver 2010 (doble).
Ganó cuatro medallas en el Campeonato Mundial de Bobsleigh entre los años 2001 y 2009, y siete medallas en el Campeonato Europeo de Bobsleigh entre los años 2003 y 2010.

## Palmarés internacional
| Juegos Olímpicos   | Juegos Olímpicos             | Juegos Olímpicos  | Juegos Olímpicos |
| Año                | Lugar                        | Medalla           | Prueba           |
| ------------------ | ---------------------------- | ----------------- | ---------------- |
| 2006               | Turín (Italia)               | Medalla de bronce | Cuádruple        |
| Campeonato Mundial |                              |                   |                  |
| Año                | Lugar                        | Medalla           | Prueba           |
| 2001               | Sankt Moritz (Suiza)         | Medalla de plata  | Doble            |
| 2007               | Sankt Moritz (Suiza)         | Medalla de oro    | Cuádruple        |
| 2009               | Lake Placid (Estados Unidos) | Medalla de oro    | Doble            |
| 2009               | Lake Placid (Estados Unidos) | Medalla de plata  | Equipo           |
| Campeonato Europeo |                              |                   |                  |
| Año                | Lugar                        | Medalla           | Prueba           |
| 2003               | Winterberg (Alemania)        | Medalla de bronce | Cuádruple        |
| 2004               | Sankt Moritz (Suiza)         | Medalla de plata  | Doble            |
| 2006               | Sankt Moritz (Suiza)         | Medalla de oro    | Cuádruple        |
| 2006               | Sankt Moritz (Suiza)         | Medalla de plata  | Doble            |
| 2007               | Cortina d'Ampezzo (Italia)   | Medalla de plata  | Doble            |
| 2007               | Cortina d'Ampezzo (Italia)   | Medalla de bronce | Cuádruple        |
| 2010               | Igls (Austria)               | Medalla de plata  | Cuádruple        |